# 남부땅코뿔새
남부땅코뿔새(Southern ground hornbill)는 아프리카 내에서만 발견되는 두 종의 땅코뿔새 중 하나이며, 세계에서 가장 큰 코뿔새 종이다. 케냐에서 남아프리카 공화국에 이르는 아프리카의 남부 지역에서 발견된다. 이 지역 내에서는 삼림지와 사바나에 모두 서식한다. 땅코뿔새의 다른 종들은 아프리카코뿔새이다.
남부땅코뿔새는 육식성이며 대부분 땅에서 사냥을 하며 대부분의 먹이를 찾는다. 이 음식은 곤충부터 작은 동물까지 다양하다. 그들의 둥지는 종종 높은 나무 구멍이나 절벽 면의 바위 구멍과 같은 다른 얕은 구멍에서 발견된다. 이 새들은 수명이 50~60년이고 사육 상태에서는 최대 70년인 장수 종이다. 긴 수명에 비해 4~6살까지는 성적으로 성숙하지 못하고 10살 무렵부터 번식을 시작한다. 그들의 성별은 그들의 목의 색깔로 확인할 수 있는데, 수컷은 순홍색이고 암컷은 짙은 보라색이다.
남부땅코뿔새는 남부 아프리카에서 문화적으로 널리 퍼져있고 중요한 종이다. 남아프리카 공화국에 위치한 크루거 국립공원은 남부땅코뿔새들을 '빅 식스' 조류 종으로 분류하고 있다. 하지만, 그들의 수는 박해, 서식지 파괴, 문화적 신념, 그리고 다른 요인들 때문에 감소하고 있다. 2018년 현재 IUCN이 전 세계적으로 '취약자'로, 남아프리카 공화국, 레소토, 나미비아, 에스와티니에서는 '멸종위기자'로 분류하고 있다.

## 설명

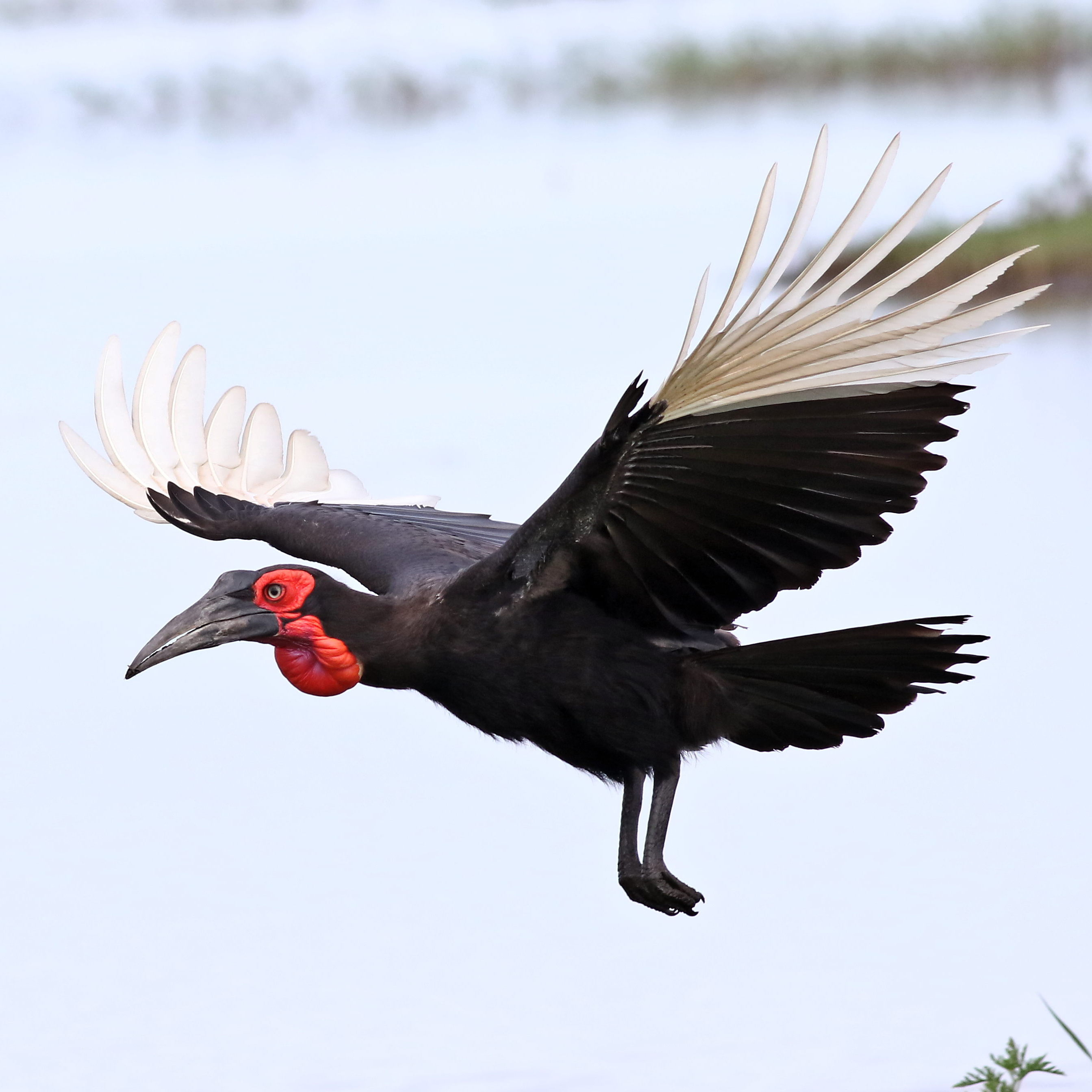
보츠와나의 남부땅코뿔새

남부땅코뿔새는 길이가 90에서 129cm인 큰 새이다. 암컷의 몸무게는 2.2~4.6kg(4.9~10.1lb)이고, 수컷의 몸무게는 3.5~6.2kg(7.7~13.7lb)이다. 암컷 8마리는 평균 몸무게가 3.34kg(7.4lb)인 반면 수컷 8마리는 4.2kg(9.3lb)으로 아시아코뿔새 종보다 평균 35% 정도 무겁다. 날개 폭은 1.2에서 1.8m (3피트 11인치에서 5피트 11인치)로 보인다. 표준 측정치 중 날개줄은 49.5~61.8cm(19.5~24.3인치), 꼬리 29~36cm(11~14인치), 부척골은 13~15.5cm(5.1~6.1인치), 암자는 16.8~22.1cm(6.6~8.7인치)로 측정됐다. 스티븐슨과 판쇼에 따르면 아프리카코뿔새는 평균 110cm(43인치)로 남부 종보다 102cm(40인치) 더 큰 종이지만, 최대 무게와 표준 측정치는 반대로 남부 종이 실제로 약간 더 크다는 것을 나타낸다. 아프리카 종에는 평균 무게가 알려져 있지 않은 것으로 보인다.
남부땅코뿔새는 얼굴과 목덜미에 검은 빛깔과 선명한 붉은 반점(소년새의 경우 노란색)이 특징이며, 건기 동안 새들의 눈에서 먼지를 막아주는 것으로 알려져 있다. 비행 중에 보이는 날개 끝의 흰색(기본 깃털)도 또 다른 진단 특징이다. 부리는 검고 곧으며 수컷이 더 발달한 투구를 나타낸다. 암컷 남부땅코뿔새는 몸집이 더 작고 목에는 보라색의 피부를 가지고 있다. 6살까지의 청소년들은 눈에 띄는 빨간 주머니가 부족하지만, 그 자리에 더 칙칙한 회색 부분이 있다.

## 서식지 및 식습관

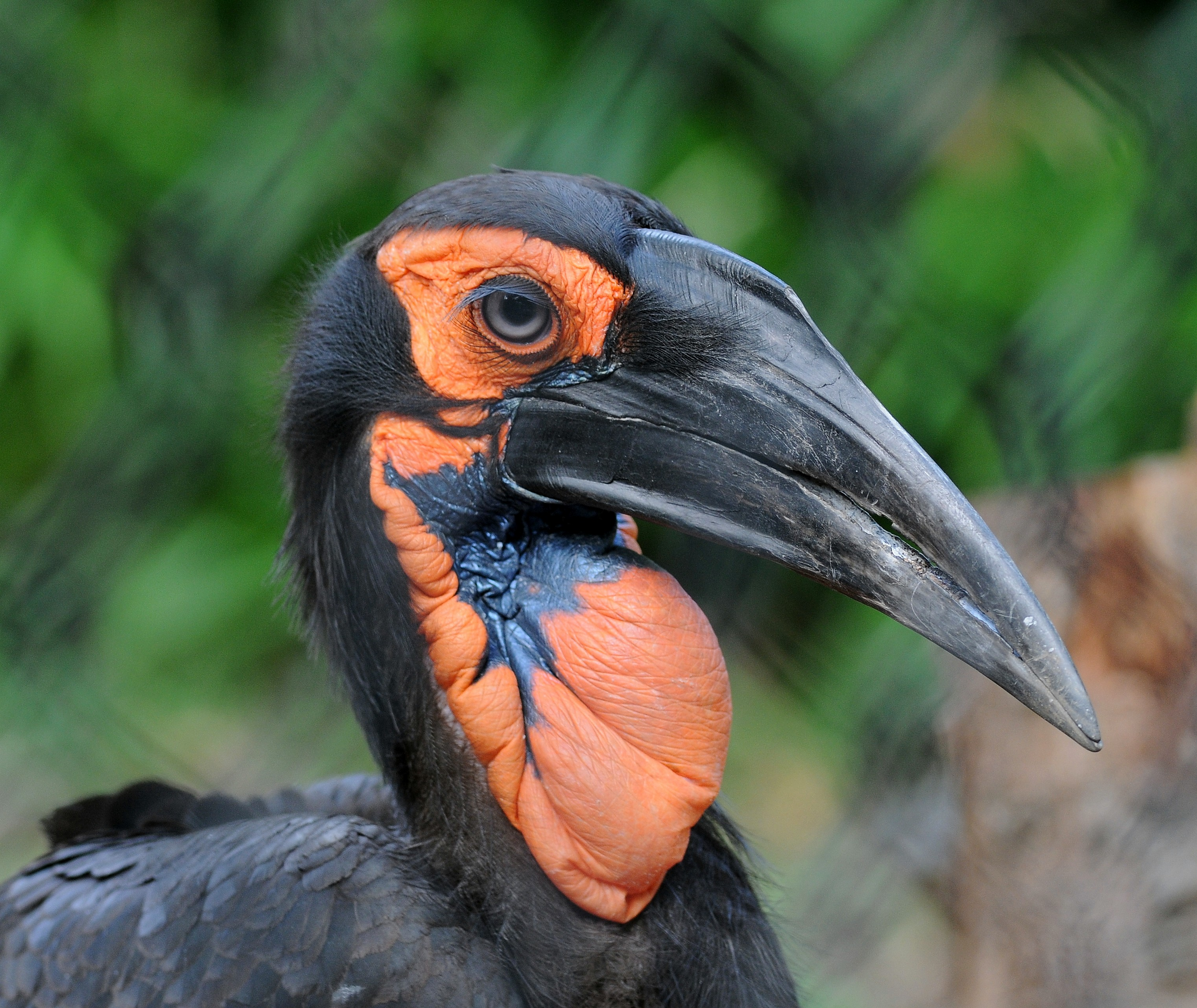
필라델피아 동물원의 암컷 대장

나미비아 북부, 앙골라 북부, 남아프리카 공화국 북부, 짐바브웨 남부, 부룬디, 케냐 등 남부땅코뿔새가 발견된다. 그들은 둥지를 틀기 위해 큰 나무가 있는 사바나 서식지와 먹이감을 얻기 위해 울창하지만 짧은 풀을 필요로 한다.
남부땅코뿔새는 취약한 종으로 주로 국립 보호구역과 국립공원에 제한되어 있다. 이들은 성인, 청소년 등 5~10명씩 무리를 지어 생활한다. 종종, 이웃 집단들은 공중 추적을 한다. 그들은 땅에서 먹이를 구하며, 토끼 크기까지 파충류, 개구리, 달팽이, 곤충, 포유류를 잡아먹는다. 남부땅코뿔새는 술을 거의 마시지 않습니다. 둥지를 지을 나무가 부족하기 때문에 서식 범위가 서쪽 끝에 제한된다.
남부땅코뿔새 무리는 매우 목소리를 높인다. 접촉은 보통 최대 3km(1.86mi) 거리에서 들을 수 있는 합창 통화로 이루어진다. 이 전화를 통해 각 집단은 100평방킬로미터(40평방미터)나 되는 자신의 영토를 가장 좋은 서식지에서도 유지할 수 있게 되었다.

## 보존
남부땅코뿔새는 세계적으로 멸종에 취약한 종으로 분류되지만, 남아프리카 공화국에서 멸종위기종으로 분류되고 있다. 레소토, 나미비아, 에스와티니에서도 멸종위기종으로 분류됐다. 케냐, 탄자니아, 말라위, 잠비아, 짐바브웨, 모잠비크와 함께 이들 국가의 남부땅코뿔새는 개체 수를 늘리기 위해 보존 개입을 필요로 한다. 멸종위기종으로 분류된 이 새는 느린 번식률과 수많은 환경적 요인들과 밀접한 관련이 있다. 서식지 감소, 농업으로 인한 변화, 삼림 벌채, 송전선 감전, 우발적인 중독, 박해 등이 인구에 영향을 미치는 주요 요인이다.
인구에 의한 남부땅코뿔새 박해와 사냥은 계속 복잡한 문제가 되고 있다. 최근 연구에 따르면 이 종은 보호지역을 포함해 이전에 믿었던 것보다 더 많이 사냥되고 있다. 이 사냥의 대부분은 기회주의적이었을 것이다. 전반적으로, 사냥이 그들의 수가 줄어드는 주요 동인은 아닐 것 같다. 비록 보존 노력을 고려할 때 유의해야 할 요소이지만, 특히 낮은 번식율과 자연 지역의 지역 사냥 습관에 대한 불완전한 지식 때문에 더욱 그렇다. 더군다나 남부땅코뿔새는 반사된 모습을 보고 창문을 파괴하는 등의 행동으로 인해 박해를 받고 있다. 남아프리카 공화국의 도시 지역에서 짜증나는 집주인들이 재산을 파괴하는 새들을 죽이는 것으로 알려져 왔다.

## 문화
남부땅코뿔새의 큰 목소리와 큰 크기는 많은 아프리카 전통문화의 중심지가 되었다. 그들은 광대한 역사적 범위에 있는 많은 사람들을 통해 다양한 문화적 신념을 고취시켰다. 하지만, 이러한 믿음의 정도와 그것이 미래까지 지속될지는 불확실하며, 특히 아프리카의 현대화로 인해 더욱 그렇다.